# Abrèt
Abrèt (Abrest en francès) és un municipi francès situat al departament de l'Alier, a la regió d'Alvèrnia-Roine-Alps.